# East Wittering
East Wittering est un village du Sussex de l'Ouest, en Angleterre. Il est situé dans le sud-ouest du comté, sur la péninsule de Manhood. La ville de Chichester se situe à une dizaine de kilomètres au nord-est.
Administrativement, East Wittering relève du district de Chichester. La majeure partie du village forme la paroisse civile de East Wittering and Bracklesham avec la localité voisine de Bracklesham, située juste à l'est. Au recensement de 2011, cette paroisse civile comptait 4 658 habitants.

## Toponymie
Le nom Wittering est d'origine vieil-anglaise et désigne littéralement la famille ou l'entourage d'un individu nommé Wihthere, avec le suffixe -ingas. Il désigne par extension l'endroit où ces gens se sont installés. Il est attesté sous la forme Wihttringes en 683.
L'élément East permet de distinguer ce village de son voisin West Wittering, situé à quelques kilomètres à l'ouest sur la côte de la Manche.